# ۳۹۰ (قمری)
۳۹۰ (قمری)، سیصد و نودمین سال در گاهشماری هجری قمری است. اول محرم این سال برابر با هجدهم دسامبر سال ۹۹۹ میلادی است.